# Zentralfriedhof (Fulda)
Der Zentralfriedhof ist ein städtischer Friedhof in Fulda.

## Allgemeines
Der Zentralfriedhof wurde 1906 eingeweiht. Es handelt sich um einen der 21 Friedhöfe der Stadt. Er hat die Größe von 13,7 ha und bietet Platz für 11.300 Grabstellen. Er ist auch Sitz der Fuldaer Friedhofsverwaltung und liegt an der Künzeller Straße.

## Kulturdenkmäler auf dem Friedhof
- Karte mit allen Koordinaten:
- OSM |
- WikiMap

Auf dem Zentralfriedhof sind eine Reihe von Gräbern und Anlagen als Kulturdenkmale geschützt:
| Bild            | Bezeichnung                     | Lage               | Beschreibung | Bauzeit         | Objekt-Nr. |
| --------------- | ------------------------------- | ------------------ | --- | --------------- | ---------- |
| Bild gesucht BW | Ehrenfriedhof und Ehrenmal WK I | Abteilung 4 Lage   | Im Bereich des nördlichen Haupteingangs befindet sich das Gräberfeld mit mehreren Reihen einfacher Granitkreuze als Ehrenfriedhof für die im Ersten Weltkrieg gefallenen Soldaten. Östlich des Gräberfeld wurde 1928 nach Plänen des Architekten Hermann Mahr durch die Firma Fleck das Ehrenmal aus Sandstein errichtet. Das Bronzekruzifix an der Südseite stammt von Johannes Frey (München). | 1928            |            |
| Bild gesucht BW | Grabmal Familie Zingler         | Abteilung 2 Lage   | Schlichtes Sandsteingrabmal. Die halbrunde Oberseite ist mit einem Rosendekor versehen, die Spitze bildet ein Kreuz. | 1916            |            |
| Bild gesucht BW | Grabmal Familie Ritzel          | Abteilung 3 Lage   | Grabmal aus schwarzem Marmor, darin eingelassen eine Darstellung der Grablegung Christi. | 1920er Jahre    |            |
| Bild gesucht BW | Grabmal Familie Kirchner        | Abteilung 5 Lage   | Das Grabmal besteht aus einer schwarzen Marmoreinrahmung, darin eine Darstellung des Engels, der das leere Grab zeigt in weißem Marmor. | 1911            |            |
| Bild gesucht BW | Grabmal Familie Kind            | Abteilung 6 Lage   | Das Grabmal besteht aus schwarzem Marmor, gekrönt durch ein Kruzifix. | 1912            |            |
| Bild gesucht BW | Grabmal Familie Lorey           | Abteilung 6 Lage   | Ädikula aus schwarzem poliertem Marmor mit Darstellung von Maria und Josef vor dem Kreuz. | 1912            |            |
| Bild gesucht BW | Familie Keil                    | Abteilung 7c Lage  | Schlichtes historistisches Marmorgrabmal mit hellem Postament mit Inschriften, darüber ein Kreuz. Die Wangen wurden in den 1950er Jahren angebaut. | 1908            |            |
| Bild gesucht BW | Grabmal Ehepaar Gies            | Abteilung 7 Lage   | Ädikula aus schwarzem poliertem Marmor. Von zwei Säulen im Mittelteil eingeschlossen ist ein Kruzifix. Darüber ein Dreiecksgiebel. Von der Firma Fleck für den Fabrikanten A.J. Gies errichtet. | 1909            |            |
| Bild gesucht BW | Grabmal Familie Flach           | Abteilung 7c Lage  | Sandsteindenkmal im Jugendstil | 1911            |            |
| Bild gesucht BW | Grabmal Familie Hodes           | Abteilung 7c Lage  | Schlichtes historistisches Marmorgrabmal mit hellem Postament mit Inschriften, darüber ein Kreuz. | 1910            |            |
| Bild gesucht BW | Grabmal Familie Mehler          | Abteilung 7c Lage  | Monumentale Sandstein-Ädikula. | 1912            |            |
| Bild gesucht BW | Grabmal Familie Hendler         | Abteilung 10 Lage  | Marmordenkmal mit einer Darstellung der Auferweckung des Lazarus. | 1920er Jahre    |            |
| Bild gesucht BW | Grabmal Familie Müller          | Abteilung 11b Lage | Sandsteindenkmal in Formen des Historismus mit Kruzifix an der Spitze. | 1915            |            |
| Bild gesucht BW | Grabmal Francisca Xav. von Doss | Abteilung 11d Lage | Grabstein für die Oberin Francisca Xav. von Doss auf dem Gräberfeld der Maria-Ward-Schwestern. | 1812            |            |
| Bild gesucht BW | Grablege der Vinzentinerinnen   | Abteilung 11e Lage | Modernes Marmorkreuz und schlichte Grabkreuze der Verstorbenen. | 1917 und jünger |            |
| Bild gesucht BW | Grabmal Ehepaar Rauscher        | Abteilung 15 Lage  | Ädikulaartiges Grabdenkmal für den Goldschmied Wilhelm Rauscher. | 1920er Jahre    |            |
| Bild gesucht BW | Grabmal Ehepaar Wahle           | Abteilung 15 Lage  | Vier Säulen mit einfachen Kapitellen, in der Mitte eine Urne. | 1926            |            |